# Angel (Madonna-dal)
Az Angel Madonna amerikai énekesnő harmadik kimásolt kislemeze a Like a Virgin című második stúdióalbumáról. A dalt Madonna és Stephen Bray írta. A dal 1985. április 10-én jelent meg a Sire Records kiadásában. Madonna szerint a dalt egy angyal által megmentett lány ihlette, aki beleszeret. Az "Angel" 12-es kislemezen jelent meg néhány országban az "Into the Groove" dallal együtt. A dalhoz eredetileg terveztek videoklipet forgatni, azonban ez meghiúsult és Madonna korábbi videóiból készítettek egy összeállítást a dal számára.

## Felvételek és megjelenések
Az "Angel'-t Madonna és Steve Bray írták. A kislemez 1985. április 10-én jelent meg világszerte. A dal eredeti demo változatát még 1984 áprilisában felvették a Like a Virgin című második stúdióalbumra. Azonban Madonna frusztráltsága miatt a felvételeket megállította a debütáló album folyamatos értékesítése, melyből több mint 1.000.000 példányt adtak el az Egyesült Államokban. Eredetileg úgy volt, hogy az "Angel" lesz az első kislemez, azonban Madonna meggondolta magát, miután kész volt a Like a Virgin című dal. Az "Angel" a mennyei szeretet ódája volt, és ihletet Madonna katolikus neveltetése adott a dalnak, melyeket az énekes a dalban mondott. "I think it's important to call angels to you to protect you..."  A dal végül 3. kislemezként jelent meg az albumról, magába foglalva az 1985-ös Desperately Seeking Suzan című dalból az "Into the Groove" című dalt, mely a 12-es lemez B. oldalán kapott helyett, és a következő önálló kislemez is volt az albumról.
Madonna eredetileg azt tervezte, hogy forgat egy klipet az "Angel" című dalhoz, azonban később úgy döntött, hogy mégsem, mivel abban az időben már öt Madonna videoklip forgott a zenecsatornákon, és folyamatosan sugározták azokat. Ezért a Warner Bros. és Madonna úgy érezte, hogy egy újabb videóval már túl telített lenne a piac. A Warner Bros. készített egy promóciós videót a "Burning Up" , "Borderline" , "Lucky Star", "Like a Virgin" és "Material Girl" című videókból, melyet az Egyesült Királyságban készítettek. A videó a promóciós It's That Girl and She's Breathless video válogatásra is felkerült.

## Összetétel
Az "Angel" visszhanggal és nevetéssel kezdődik. A dal a kezdetektől folyamatosan emelkedik,  és három akkordszekvenciából áll, mely a refrénre és a kórusra összpontosít. Ez folyamatos nyolc ritmusú, mely hasonlít a Machine együtteshez. A vokális részek szintén a fő refrén alatt futnak. A dal az 1979-es "Death Disco" vonalát követi, melyet a Public Image Ltd nevű brit együttes készített. A Musicnotes.com általi kották szerint a dal közepes tempójú 133 BPM / perc ritmusú, és G-dúr kulccsal indul. Madonna hangja a G ♯ 3 alacsony hangterjedelemtől a  B ♭ 4 magas hangig terjed. A dal alapszekvenciája Am7–Bm7–Cmaj7.  A dalszöveg folyamatosan ismétli Madonna megmentőjének nevét.

## Kritikák
Rikky Rooksby a Madonna: The Complete Guide to Her Music szerzője az "Angel"-t így kommentálta: "A dal kevesebb, mint a korábbiak összességében". Sangiago Fouz-Hernández és Freya Jarman-Ivens  a Madonna Drowned Worlds szerzői új megközelítésnek nevezték a dalt a kulturális átalakuláshoz. A szerzők úgy érezték hogy a dalban lévő szintetizátor a klasszikus Madonnát idézi. John Leland a Spin magazintól Madonna korábbi kislemezét a "Lucky Star"-t hasonlította a dalhoz. Stephen Thomas az AllMusic-tól kiváló standard kiadású dance-pop dalnak írta le az "Angel"-t. Sal Cinquemani a Slant Magazintól "cukros"-nak nevezte a dalt. Eric Henderson szerint ez a dal jobb mint amire emlékeztem. Az "Angel" Madonna karrierjének dala egy félig elfeledett dal, melyet minél többet hallgatunk, felfedezzük újra és újra.

## Helyezések
Az "Angel" megjelenése után 1985. április 27-i héten debütált a Billboard Hot 100-as listán a 48. helyen, míg előző "Crazy for You" című kislemeze a 2. helyen szerepelt. Tíz hét után az "Angel" elérte a Top 5 helyezést. A dalt Madonna Olivia Newton-John-nal kötötte össze, mint női előadó, mivel neki is Top 5-ös dala volt abban az időben a slágerlistán. Az "Angel" 1985. május 11-én debütált az Adult Contemporary listán és az 5. helyre került. A dal a Hot Dance Club Songs listán 1985. június 1-én a 40. helyen debütált, valamint a  Hot Dance Singles eladási és a Hot R&B /Hip Hop listán a 71. helyezés volt. 1985. július 30-án az "Angel" és az "Into the Groove" című dalokat közösen az Amerikai Hanglemezgyártók Szövetsége arannyal jutalmazta az eladott 1.000.000 példányszám alapján 1989-ig. Ez volt az első 12 inches kislemez, melyet arany helyezéssel jutalmazta az 1981-es Frankie Smith "Doubl Dutch Bus" című kislemeze óta.  Az "Angel / Into the Groove" az 1985-ös összesített listán a 81. helyezett lett. Madonna pedig az év pop művésze.
Kanadában a dal a 80. helyen debütált 1985. május 4-én.  Nyolc hét után a dal az 5. helyen szerepelt. Az "Angel" 25 hétig volt a listán és az 1985-ös év végi összesített listán az 56. helyre került. A dal a "Burning Up" című dallal együtt egy kislemezen jelent meg, mely a B. oldalon szerepelt az Egyesült Királyságban. A dal a brit kislemezlistán szeptember 9-én debütált a 10. helyen, majd a következő héten az 5. lett. Összességében 12 hetet töltött a dal a slágerlistán. A Brit Hanglemezgyártók Szövetsége szerint a kislemezből 205.000 példányt értékesítettek. Ausztráliában a dal az "Into the Groove"-val együtt jelent meg egy lemezen, és négy hétig volt a Kent Music Report listán az 1. helyezett. Ez volt Ausztráliában 1985-ben a második legkeresettebb kislemez. A dal TOP 20-as helyezett volt Belgiumban, Írországban, Hollandiában, Spanyolországban, Svájcbn és az European Hot 100-as listán

## Élő előadások
Madonna a dalt a The Virgin Tour turnén adta elő 5. dalként. A dal előadása közben átlátszó ruhát és jellegzetes fekete melltartót viselt, csipkés nadrággal, és keresztekkel felszerelve. Amint befejezte az "Everybody" előadását, elindult a dal bevezetője, és a lámpák a színpadra világítottak. Madonna a lépcső tetején volt, és folyamatosan jött lefelé, miközben a táncosok energikusan mozogtak a színpadon, és fehér léggömbök hullottak. A dal nem szerepel a Madonna Live: The Virgin Tour kiadványon.

## Számlista
| - US / AUS 7" single 1. "Angel" (radio edit) – 3:40 2. "Angel" (dance mix edit) – 4:56 - US / AUS 12" single 1. "Angel" (extended dance remix) – 6:15 2. "Into the Groove" – 4:43 | - UK / EU 7" single 1. "Angel" – 3:40 2. "Burning Up" (alternate version) – 4:48 - UK / EU 12" single 1. "Angel" (extended dance remix) – 6:15 2. "Burning Up" (alternate version) – 4:48 |

## Közreműködő személyzet
- Madonna  - író , ének , háttér vokál
- Steve Bray  - író
- Nile Rodgers  - producer , gitár
- Jimmy Bralower - dobprogramozás
- Rob Sabino - basszus szintetizátor , válogatott szintetizátorok
- Curtis King - háttér vokál
- Frank Simms - háttér vokál
- George Simms - háttér vokál
- Ritts gyógynövény  - fénykép
- Jeri McManus - borító

## Slágerlista
| Slágerlista (1985)                                         | Legjobb helyezések |
| ---------------------------------------------------------- | ------------------ |
| Ausztrália (Kent Music Report) az "Into the Groove"-val    | 1                  |
| Belgium (Ultratop 50 Flanders)                             | 20                 |
| Kanada Top Singles (RPM)                                   | 5                  |
| Eurochart Hot 100 (Billboard)                              | 14                 |
| Németország (Media Control Charts)                         | 31                 |
| Iceland (RÚV)                                              | 11                 |
| Olaszország (IRMA)                                         | 3                  |
| Hollandia (Single Top 100)                                 | 46                 |
| Új-Zéland (Recorded Music NZ)                              | 2                  |
| Spain (PROMUSICAE)                                         | 2                  |
| Svájc (Schweizer Hitparade)                                | 17                 |
| Egyesült Királyság (UK Singles Chart)                      | 5                  |
| US Billboard Hot 100                                       | 5                  |
| US Adult Contemporary (Billboard)                          | 5                  |
| US Hot Dance Club Songs (Billboard) with "Into the Groove" | 1                  |
| US Hot R&B/Hip-Hop Songs (Billboard)                       | 71                 |

| Slágerlista (1985)                                   | Helyezések |
| ---------------------------------------------------- | ---------- |
| Australia (Kent Music Report) with "Into the Groove" | 2          |
| Canada Top Singles (RPM)                             | 56         |
| New Zealand (Recorded Music NZ)                      | 21         |
| US Billboard Hot 100                                 | 81         |